# Zoltán Kodály
Zoltán Kodály (hongarès: Kodály Zoltán)  (Kecskemét, 16 de desembre de 1882 - Budapest, 6 de març de 1967) fou un compositor, musicòleg i pensador hongarès.

## Biografia
El 1900, Kodály va ingressar a la Universitat de Budapest per tal d'estudiar llengües modernes, i va començar a estudiar música a l'Acadèmia Franz Liszt de Budapest, on va ser alumne de composició de Hans Koessler.
Va ser un pioner de l'estudi del folklore musical, esdevenint una de les més importants figures en el camp de l'etnomusicologia. Des del 1905 va començar a visitar els llogarets més allunyats gravant-hi els cants populars típics en cilindres fonogràfics. El 1906 va escriure una tesi sobre els cants populars hongaresos (Construcció Estròfica en els Cants Populars Hongaresos). En aquest temps va conèixer el compositor Béla Bartók, a qui va aconseguir interessar en el folklore hongarès. Tots dos plegats van publicar diverses col·leccions de música folklòrica, i la seva obra en reflecteix la seva influència.
Després d'aconseguir el grau de Doctor en Filosofia i Lingüística, Kodály es va traslladar a París on va estudiar amb Charles Marie Widor. Ací va descobrir la música de Claude Debussy i en va absorbir la influència. El 1907 va tornar a Budapest, on va guanyar una plaça de professor en l'Acadèmia de Música i on va tenir entre altres alumnes a László Somogyi, Lili Kraus, Jenő Ádám, o Giörgy Sandor. Va continuar les expedicions per a la recollida de música folklòrica sense que la Primera Guerra Mundial en suposés una interrupció.
Kodály es va dedicar a la composició durant tot aquest temps, produint dos quartets de corda, la sonata per a violoncel i piano, la sonata per a violoncel sol (Op. 8, 1915), i el duo per a violí i violoncel, però no va gaudir d'un vertader èxit fins a l'any 1923 amb el Psalmus Hungaricus, estrenat en un concert commemoratiu del cinquantè aniversari de la unió de Buda i Pest (la Suite de Dances de Bartók també va ser estrenada per a l'ocasió). Després d'aquest èxit, Kodály va viatjar al llarg d'Europa per tal de dirigir la seva música.
Més avant Kodály es va interessar pels problemes de l'educació musical, i va escriure un excel·lent mètode d'ensenyament musical per a l'escola, així com diverses monografies sobre el tema. El seu treball en aquest àmbit va tenir una profunda influència tant dins com fora del seu país.
Va continuar la composició amb Danses de Marosszék (1930, en versions per a piano sol i per a orquestra), les Danses de Galánta (1933, per a orquestra), les Variacions del Paó (1939, encarregades per l'Orquestra del Concertgebouw per a celebrar el seu cinquantè aniversari) i la Missa Brevis (1944, per a solistes, cor, orquestra i orgue) entre d'altres. La suite de l'òpera Háry János (1926) també ha esdevingut molt popular.
Kodály va romandre a Budapest durant la Segona Guerra Mundial, retirant-se de l'ensenyament el 1942. el 1945 va ser nomenat president del Consell de les Arts d'Hongria, i el 1962 va rebre l'Orde de la República Popular Hongaresa. També va ser president del Consell Internacional de Música Folclòrica i president honorari de la Societat Internacional d'Educació Musical. Va morir a Budapest el 1967, sent una de les figures més conegudes i respectades de les arts hongareses. Durant els anys de professorat va tenir molts alumnes, que més tard serien importants, tant en la composició com en la interpretació i direcció orquestral, entre aquests últims hi hagué Mátyás Seiber, Rezsö Sugár, Robert Kinsky, Maros Rudolf. i entre els intèrprets de piano Agi Rado.
El 1966, un any abans de la mort de Kodály, va ser fundat el Quartet Kodály en honor seu.

## Obres selectes
- Concert per a Orquestra (1939)
- Trio per a 2 Violins i Viola
- Duo per a violí i violoncel, Op. 7 (1914)
- Sonata per a violoncel sol, Op. 8 (1915)
- Missa Brevis per a solistes, cor, orquestra i orgue
- Laudes organi, per a cor i orgue
- Danses de Marosszék (1930)
- Danses de Galánta (1933)
- Háry János (1926)
- Te Deum (1939)
- Variacions del Paó (1939)
- Psalmus Hungaricus (1923)